# Golden Gala Pietro Mennea 2021
Il Golden Gala Pietro Mennea 2021 è stato la 41ª edizione del Golden Gala, meeting internazionale di atletica leggera che quest'anno si è svolto presso lo Stadio Luigi Ridolfi di Firenze.
Il meeting si è svolto giovedì 10 giugno ed è stato la terza tappa circuito World Athletics della Diamond League 2021.

## Programma[1]
| # | Orario | Specialità         |
| - | ------ | ------------------ |
| 1 | 19:45  | Getto del peso     |
| 2 | 20:10  | Salto in alto      |
| 3 | 20:13  | 400 metri          |
| 4 | 20:20  | 3000 metri siepi   |
| 5 | 20:55  | 110 metri ostacoli |
| 6 | 21:23  | 5000 metri         |
| 7 | 21:48  | 100 metri          |

| # | Orario | Specialità         |
| - | ------ | ------------------ |
| 1 | 18:45  | Lancio del disco   |
| 2 | 19:30  | Salto con l'asta   |
| 3 | 20:03  | 400 metri ostacoli |
| 4 | 20:42  | 100 metri ostacoli |
| 3 | 20:50  | Salto in lungo     |
| 6 | 21:05  | 1500 metri         |
| 7 | 21:15  | 200 metri          |

     Specialità valide per la Diamond League

## Risultati[1]

### Uomini
| Specialità     |                     | Prestazione | 2º classificato      | Prestazione | 3º classificato      | Prestazione |
| 100 m          | Akani Simbine       | 10"08       | Chijindu Ujah        | 10"10       | Emmanuel Matadi      | 10"16       |
| 400 m          | Anthony Zambrano    | 44"76       | Davide Re            | 45"80       | Matthew Hudson-Smith | 45"93       |
| 5000 m         | Jakob Ingebrigtsen  | 12'48"45    | Hagos Gebrhiwet      | 12'49"02    | Mohammed Ahmed       | 12'50"12    |
| 3000 m siepi   | Soufiane el-Bakkali | 8'08"54     | Bikila Tadese Takele | 8'10"56     | Mohamed Tindouft     | 8'11"65     |
| 110 m ostacoli | Omar McLeod         | 13"01       | Andrew Pozzi         | 13"25       | Wilhem Belocian      | 13"31       |
| Salto in alto  | Il'ja Ivanjuk       | 2.33 m      | Brandon Starc        | 2.33 m      | Gianmarco Tamberi    | 2.33 m      |
| Getto del peso | Tomas Walsh         | 21.47 m     | Armin Sinančević     | 21.60 m     | Leonardo Fabbri      | 21.71 m     |

     Prestazione che stabilisce il nuovo record del meeting.

### Donne
| Specialità       |                       | Prestazione | 2º classificato    | Prestazione | 3º classificato      | Prestazione |
| 200 m            | Dina Asher-Smith      | 22"06       | Marie-Josée Ta Lou | 22"58       | Mujinga Kambundji    | 22"60       |
| 1500 m           | Sifan Hassan          | 3'56"28     | Faith Kipyegon     | 3'56"73     | Laura Muir           | 3'59"96     |
| 100 m ostacoli   | Jasmine Camacho-Quinn | 53"67       | Devynne Charlton   | 54"40       | Ėl'vira Herman       | 54"82       |
| 400 m ostacoli   | Femke Bol             | 53"44       | Anna Ryzhykova     | 54"19       | Jessica Turner       | 54"79       |
| Salto con l'asta | Anželika Sidorova     | 4.91 m      | Iryna Žuk          | 4.71 m      | Aikaterinī Stefanidī | 4.66 m      |
| Salto in lungo   | Ivana Španović        | 6.74 m      | Malaika Mihambo    | 6.82 m      | Maryna Bech-Romančuk | 6.79 m      |
| Lancio del disco | Sandra Perković       | 68.31 m     | Yaimé Pérez        | 66.82 m     | Kristin Pudenz       | 64.42 m     |